# André Rossi
André Rossi (ur. 16 maja 1921 w Mentonie, zm. 22 sierpnia 1994 w Paryżu) – francuski polityk, prawnik i urzędnik państwowy, wieloletni deputowany krajowy i poseł do Parlamentu Europejskiego, w latach 1976–1978 minister handlu zagranicznego.

## Życiorys
Ukończył studia prawnicze na Université d’Aix-Marseille I, magisterium uzyskał z prawa karnego i publicznego. Od 1947 pracował jako urzędnik w biurze prefekta departamentu Pireneje Atlantyckie, następnie w administracji centralnej, w 1952 objął fotel subprefekta okręgu Sartène. W 1953 był wiceszefem biura premiera René Mayera, następnie szefem biura ministra sprawiedliwości Émile’a Huguesa  i dyrektorem w resorcie spraw zagranicznych. Przez dwa lata pracował także w strukturach Europejskiej Wspólnoty Węgla i Stali. W późniejszych latach reprezentował Francję w Radzie Gospodarczej i Społecznej Organizacji Narodów Zjednoczonych i Organizacji Narodów Zjednoczonych do spraw Rozwoju Przemysłowego.
Działał w Centrum Republikańskim, Partii Radykalnej (wiceprzewodniczący) oraz Partii Republikańskiej. Wraz z republikanami przystąpił do federacyjnej Unii na rzecz Demokracji Francuskiej. Od 1962 do 1971 mer Chézy-sur-Marne, następnie od 1971 do 1989 mer Château-Thierry, ponadto przez 30 lat radny rady departamentu Aisne. W latach 1958–1974 i 1978–1981 deputowany do Zgromadzenia Narodowego. Od maja 1974 do sierpnia 1976 był sekretarzem stanu przy premierze i rzecznikiem prasowym rządu, następnie do marca 1978 ministrem handlu zagranicznego w rządzie Raymonda Barre’a. Jednocześnie przez wiele lat członek Parlamentu Europejskiego, w latach 1965–1967 jego wiceprzewodniczący. W 1979 i 1984 wybierany w wyborach bezpośrednich, przystąpił do frakcji liberalno-demokratycznej. Z mandatu zrezygnował w maju 1986. Od 1986 do śmierci ponownie zasiadał w krajowej legislatywie.

## Odznaczenia
Odznaczony m.in. Krzyżem Kombatanta-Ochotnika.